# Pampa
O Pampa é uma região natural e pastoril de planícies com coxilhas cobertas por campos localizada no sul da América do Sul. Geograficamente abrange a metade meridional do estado brasileiro do Rio Grande do Sul (ocupando cerca de 69% do território do estado), o Uruguai e as províncias argentinas de Buenos Aires, La Pampa, Santa Fé, Córdoba, Entre Ríos e Corrientes.
No âmbito brasileiro, os pampas podem ser designados com o termo regionalista campanha gaúcha. Quando em conjunto com os campos do planalto meridional (abrangendo regiões do norte do Rio Grande do Sul, Santa Catarina e Paraná, incluindo os Campos de Cima da Serra e os Campos Gerais do Paraná), são chamados campos do sul ou campos sulinos.

## Etimologia e conceito
"Pampa" originou-se do vocábulo pampa, de origem aimará e quéchua, que significa "planície". "Campos" é oriundo do termo latino campv, campus. "Campanha" é oriundo do termo latino tardio campania, que possui também o significado de planície.
A terminologia relacionada à região dos campos sulinos do Brasil varia entre diferentes autores.
Na classificação dos "biomas" (mais propriamente, domínios) brasileiros pelo IBGE (2004), tal região está subdividida entre os biomas Mata Atlântica (planalto meridional, ou  planalto das araucárias, do Paraná ao Rio Grande do Sul) e Pampa (sul do Rio Grande do Sul).
Fitogeograficamente, para Cabrera & Willink (1973, 1980), os campos sulinos estão dentro da Região Neotropical, subdivididos entre a Província Paranaense (no Domínio Amazônico) e a Província Pampeana (no Domínio Chaqueno). O IBGE (2012) denomina estas duas regiões florísticas como região dos campos do planalto meridional e região da campanha gaúcha.
Em termos de tipo de vegetação, no Projeto Radambrasil (Veloso & Góes-Filho, 1982), precursor dos esquemas de vegetação do IBGE, os campos gerais do planalto meridional, são descritos como um tipo de savana, enquanto os campos da campanha gaúcha são descritos como um tipo de estepe.
Posteriormente, os sistemas do IBGE (2012) aplicariam o termo estepe a ambos os campos. Entretanto, alguns autores consideram o uso do termo "estepe" para descrever o tipo de vegetação da região dos campos sulinos em desacordo com o uso na literatura internacional de tal expressão, preferindo usar o termo tradicional "campos".

## Caracterização

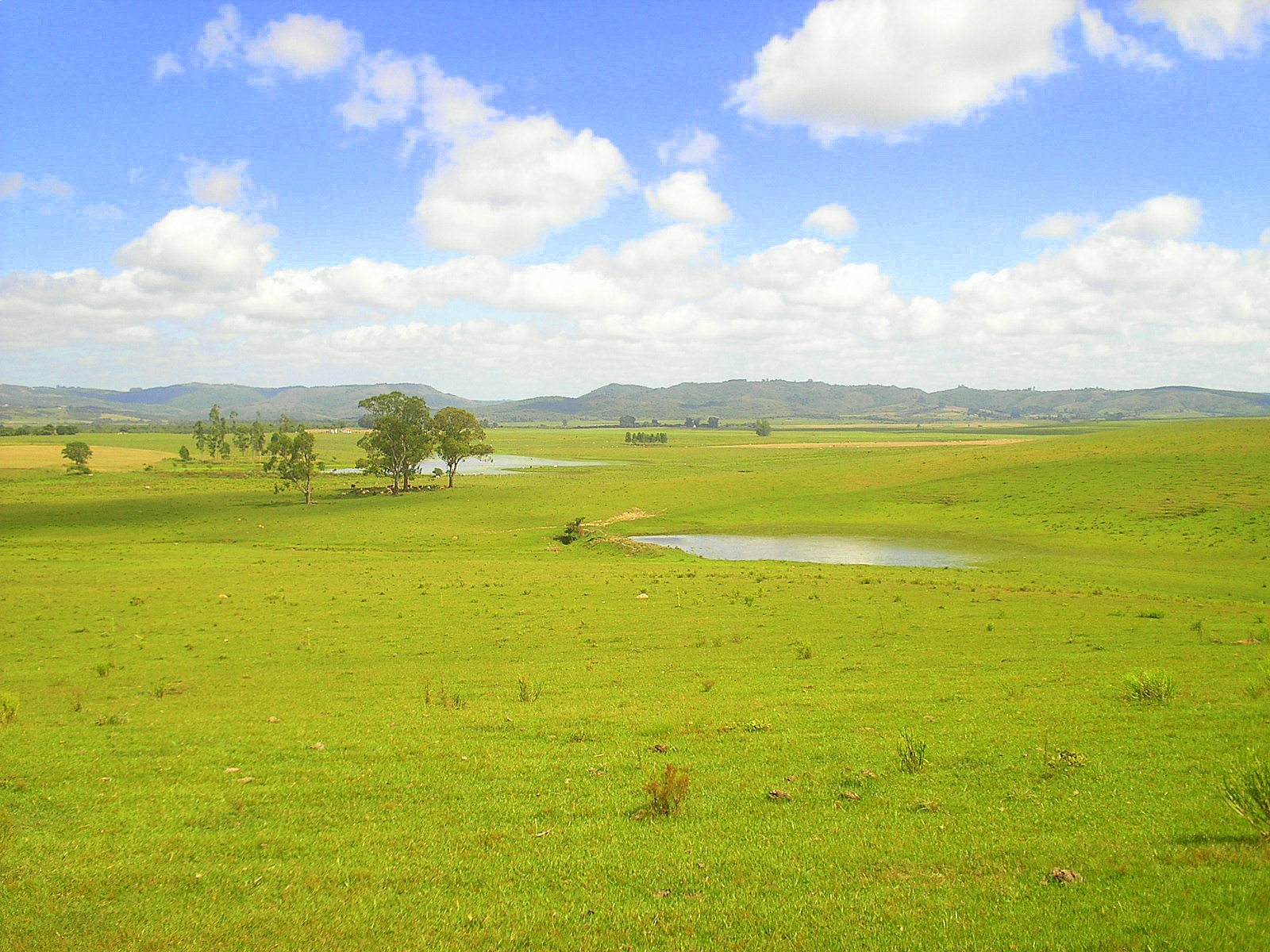
Pampas no Rio Grande do Sul, Brasil.

Entardecer no pampa gaúcho

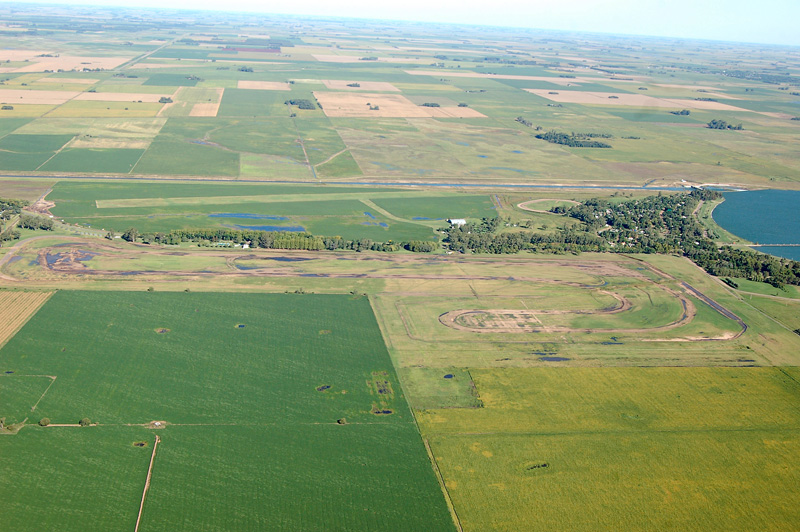
Imagem aérea dos pampas ao redor de um autódromo em Junín, Argentina.

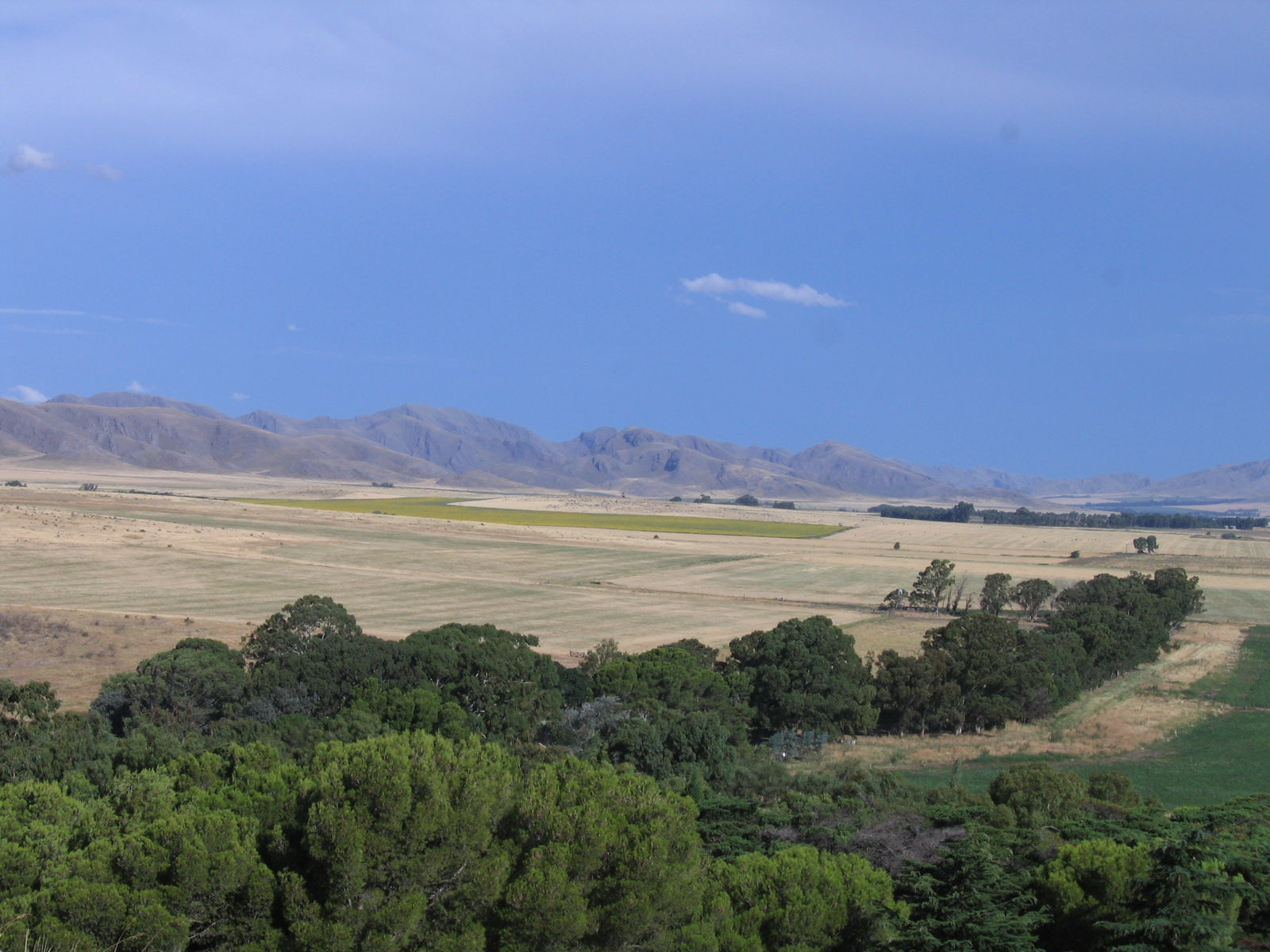
Campos pampeanos em Pigüé, Argentina.

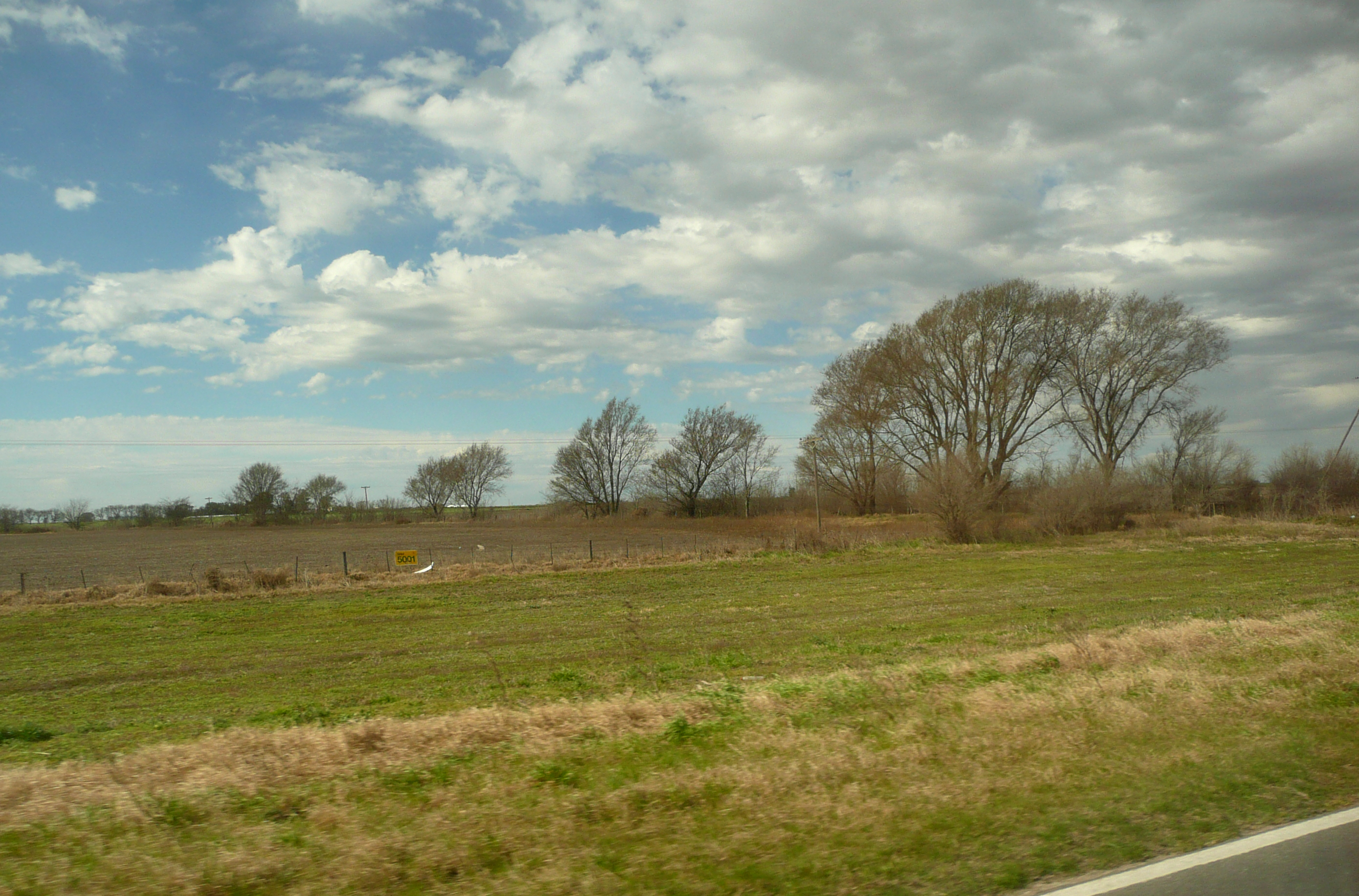
Pampas argentinos nas Província de Buenos Aires.

### Flora e fauna
Os Pampas, juntamente com a Mata de Araucárias, correspondem à província fitogeográfica das Napaeae de Martius (1858).
Ecologicamente, é um bioma caracterizado por vegetação composta principalmente por gramíneas, plantas rasteiras e algumas árvores e arbustos encontrados próximos a cursos d'água, que não são abundantes. E o principal motivo para essa característica curiosa da vegetação, são as queimadas naturais vindas do Cerrado, que fazem com que o Pampa não seja capaz de ser coberto por árvores de grande porte.
Na parte brasileira do bioma, existem cerca de 3.000 espécies de plantas vasculares, sendo que aproximadamente quatrocentas são gramíneas, como o capim-mimoso (veja mais em Flora dos campos no Brasil).
Quanto aos animais, há, no Pampa, 102 espécies diferentes de mamíferos, como guaraxains, veados e tatus, 476 tipos de aves, como pica-paus, caturritas e anum-pretos e 50 de peixes.

### Solo e seu uso
O solo é, por sua parte, arenoso, devido à sua origem em rochas sedimentares e, por ser feito desse tipo de material, ele é bem frágil e suscetível a erosões hídricas e eólicas.
As plantas precisam ser bem adaptadas, o que justifica também, o porquê de a vegetação ser principalmente herbácea, já que as árvores de grande porte precisam de um solo muito rico e nutritivo que é capaz de sustentar florestas densas.
Por conta do Pampa ser composto principalmente por planícies, isso torna muito conveniente a utilização delas para a pecuária extensiva, que é uma das principais atividades econômicas hoje em dia no Pampa, em que se cria especialmente ovelhas e bois.
A pecuária extensiva, tratando dela mais detalhadamente, desde o período do Brasil Colonial, a região do Pampa já era utilizada para a esta ampla criação de gado, e a partir do século XIX a agricultura foi introduzida começou a se desenvolver. Porém a pressão sobre o solo aumentou drasticamente, já que havia a prática de queimadas propositais (e ainda há) para eliminar as pastagens secas, e desta forma o solo se tornou bem mais vulnerável. O Pampa é caracterizado por suas chuvas periódicas, mas com o solo desprotegido sem a vegetação, ele pode perder muito dos seus nutrientes.[carece de fontes?]
No Pampa há também a presença da agricultura. Existe principalmente cultivo de: arroz, trigo, uva, milho e soja. Contudo, esta atividade econômica tem contribuído diretamente para o desmatamento na região sul. O plantio de arroz e de soja, especificamente, são os protagonistas nessa questão, lembrando que mais da metade do bioma original foi desmatado em função da agricultura. E a soja, por ser cultivada em várias partes do país, influenciou a agricultura sulina, ela acabou substituindo em grande parte cultivo do milho. As monoculturas como um todo, são a principal causa de desmatamento, não apenas no Pampa, mas no país inteiro.

### Clima
O clima da região é o temperado, do tipo subtropical, que caracteriza-se por grande variação sazonal, com verões quentes e invernos bastante rigorosos, com a ocorrência de geada e precipitação eventual de neve. Possui ainda as quatro estações do ano bem definidas. As temperaturas médias variam entre 15 e 18 °C, com mínimas de até -10 °C e máximas de 38 °C. A latitude reforça as influências das massas de ar oriundas da região polar e da área tropical continental e Atlântica. A movimentação e os encontros destas massas definem muitas de suas características climáticas.
O solo, em geral, é fértil, sendo bastante utilizado para a agropecuária.
Tempestades muito intensas são comuns na primavera e no verão, e tem entre os relâmpagos mais frequentes e os mais altos topos de nuvens convectivas do mundo. As tempestades severas produzem intensas tempestades de granizo, inundações, bem como a região mais consistentemente ativa de tornados fora dos Estados Unidos central e sudeste.

## Problematização e Soluções

### Obstáculos e consequências
A respeito dos obstáculos, há primeiramente o desmatamento, em que as monoculturas de soja e arroz tem um importante papel nisso. O Pampa é o segundo bioma com maior índice de desmatamento no país, tendo percentual entre 43,7% e 54%. Em que aqui ao lado pode-se observar um gráfico do Instituto Nacional de Pesquisas Espaciais, mostrando na coloração amarela a área de desmatamento do bioma no Brasil.
Sobre quais seriam as suas consequências para o funcionamento do ecossistema local, como um todo, as principais são: o aumento do processo de arenização do solo (que é um processo natural onde a areia retira a vegetação matando-a e impedindo o nascimento de uma nova), só que nesse caso, apesar dela ser natural ela decorre dessas ações indevidas.
Outra questão é a da extinção de espécies nativas e a invasão de espécies que levam ao desequilíbrio do ecossistema. O que leva a um outro obstáculo, a introdução digamos que “artificial” de espécies. Em que esta introdução de exemplares exóticos, pode se dar tanto em relação a espécies vegetais, quanto a espécies animais. A monocultura de eucaliptos, em função da produção de papel, por exemplo, é considerada uma das principais causas de risco ambiental. Neste caso, há o desmatamento da vegetação nativa, para a introdução de uma espécie exótica. E essa forma de "reflorestamento" pode trazer consigo novas espécies não pertencentes ao ecossistema. Estas são, inicialmente, consideradas como exóticas, que quando passa-se certo tempo, passam a ser chamadas de invasoras. E essas espécies invasoras vão consequentemente, quando adaptadas ao ambiente, serem chamadas de naturalizadas. Como resultado, há a desestabilização do ecossistema e das cadeias e teias alimentares presentes no bioma.

### Avanços tecnológicos
Sobre avanços tecnológicos, foram criados vários aplicativos para auxiliar famílias com produções rurais com agronegócio e foi criada a ideia de um parque tecnológico. Além disso, existem alguns programas de incentivo a esse avanço, tendo um produto que foi criado como consequência desse incentivo, um tipo de plástico biodegradável.

### Possíveis soluções e sustentabilidade
Para possíveis soluções, o conhecimento de características, potencial e limitações do Pampa, é a chave para o bom desenvolvimento e sucesso de produções primárias. E esse conhecimento é necessário para o uso adequado e mais efetivo do solo, promovendo a sustentabilidade ambiental.
Em relação ao tópico de sustentabilidade, o Ministério do Meio Ambiente fez várias recomendações: o estabelecimento de novas unidades de conservação, como o Ibirapuitã (área de proteção ambiental já existente), a adoção de boas práticas agrícolas e pecuárias e o cumprimento das recentes diretrizes de zoneamento econômico e ecológico para a região sul (uma série de tópicos estabelecidos para segurança da biodiversidade e para uma atividade econômica sustentável, que não agride o meio ambiente).  

## Subdivisões

### Lindman (1900)
Lindman (1900) considera o Rio Grande do Sul como uma zona de transição entre a mata virgem brasileira e os pampas argentinos, e o divide em duas regiões geográficas: parte norte (ou Planalto) e parte sul e oeste (ou Campanha). Do ponto de vista da vegetação, Lindman apresenta as seguintes regiões e tipos de vegetação (mantendo-se a grafia original):
- I. Região do litoral e das areias movediças
  - 1. Dunas e campos de areias movediças (psammochosia, que significa "coberto por areias")
  - 2. Campos de areia movediça (campus psammodi-cyperaceus)
  - 3. Terreno limoso e brejos (loca limosa; stagma ou campo inundado com terra limosa, e campo brejoso)
  - 4. Prado uliginoso (pascuum uliginosum, ou prados humidos)
  - 5. Prado salgado (pascuum salsuginosum, ou prados littoraes)
- II. Os campos do Rio Grande, ou região campestre (e mattinha)
  - Regiões
    - Campos de Porto Alegre
    - Campanha do Rio Grande
    - Campos do Planalto
    - Campos do curso médio do rio Uruguay

  - Tipos de vegetação
    - 1. Campo subarbustivo ou sujo (campus amarantaceus, campo baixo) (ex., Baccharis [carquejas] e tufos de gramíneas altas)
    - 2. Campos paleaceos (campus pseudonovalis; campus calamo-scoparius, campo alto), com três subtipos:
      - de palha (ex., Paspalum)
      - de macega (ex., Erianthus)
      - de vassoura ou vassourais (ex., Baccharis spp., Dodonaea viscosa)

    - 3. Gramado "potreiro" (pascuum herbidum)
    - Outros
      - Tipo vegetacional das murtas do campo (campus myrtaceus)
      - Sociedade leptodryades myrtifoliae (incluído campus myrto-viminalis)
      - Campos abandonados (campus novalis, ou flora ruderal)
      - Stereocaules corymbosi
      - Sparto-calami erianthi
      - Pasto espinilho
      - Moitas e matta arbustiva na região campestre (fruticetum, ou matta de árvores baixas, de arvorezinhas)
      - Butiazeiro
- III. Mattas do Rio Grande (ou mattas virgens)
  - 1. Matta virgem
  - 2. Caapão (nemes, ou capão)
  - 3. Mattinha e matta paludosa (silvula; silva intermittens)
  - 4. Caapuêra (dumetum; silvula ruderalis; silvula novalis; ou capoeira)

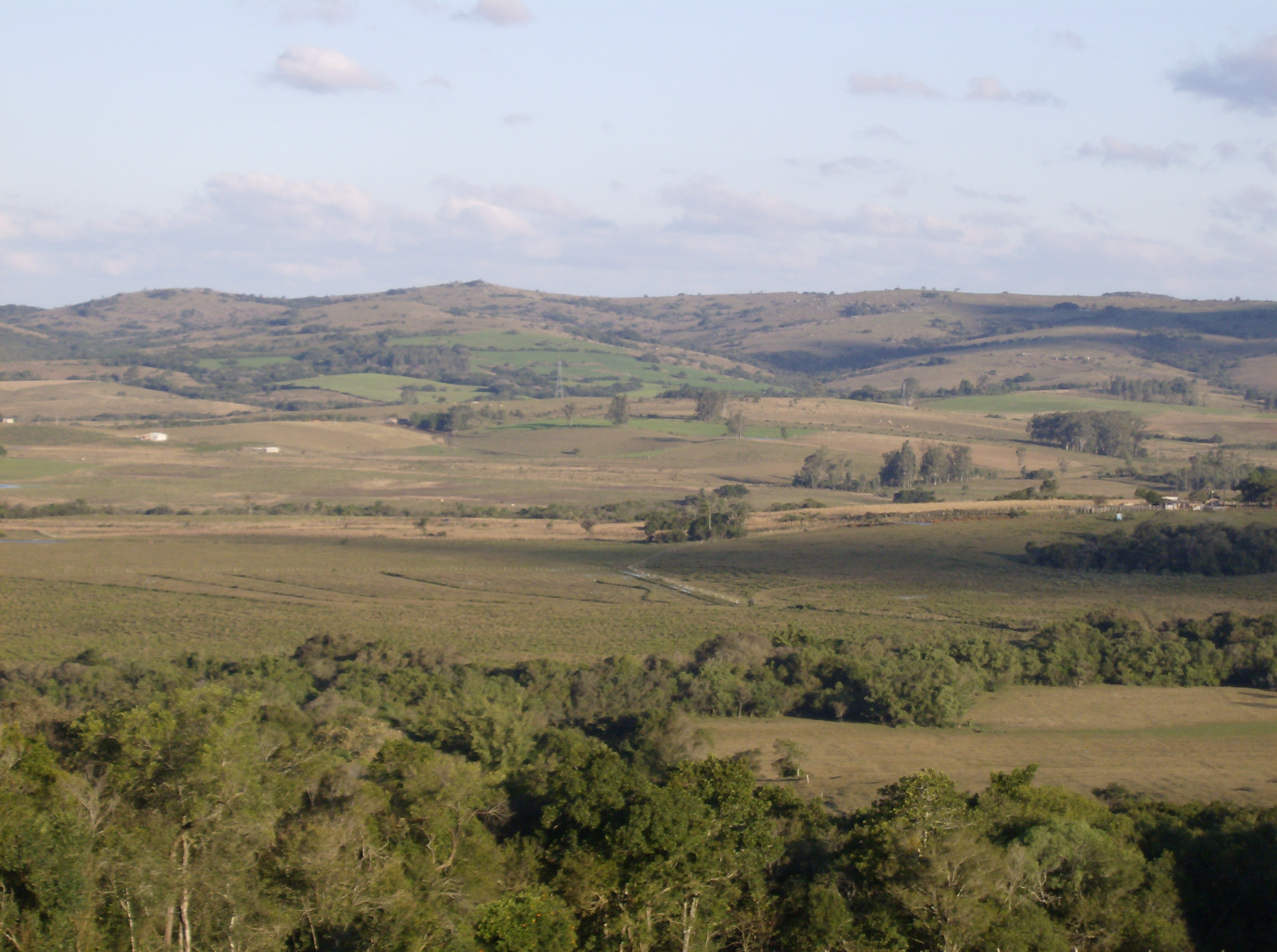
Coxilhas (colinas cobertas por campos) das Serras de Sudeste, no município de Morro Redondo, Rio Grande do Sul, Brasil.

Os campos paleaceos (ou campos altos, assim chamados pela altura de suas plantas, e não pela altitude) não devem ser confundidos com os campos de altitude de outros autores.
O autor também cita a distinção, feita no Brasil Tropical, entre campos limpos (ou campos descobertos, chapadas, chapadões) e campos sujos (similares aos campos cobertos, ou cerrados). Afirma que os campos do Rio Grande do Sul são, neste sentido, todos campos limpos (mesmo seu "campo subarbustivo ou sujo"), pois os subarbustos, arbustos ou árvores baixas lá existentes são de altura que não ultrapassa a da vegetação herbácea, ou ocorrem de maneira agrupada (em vez de dispersa), bem delimitada em relação aos campos.
Lindman descreve também algumas formações que ocorrem nas orlas do Rio Grande do Sul: ao norte, campos cerrados (hadrodryades pyknophyllae); a oeste, esteros (pantanaes), palmares (parques de Copernicia) e espinales; ao sul e sudoeste: pampas de diversos tipos).
Dentre as flora dos principais tipos de vegetação do esquema de Lindman, pode-se destacar:
- Nos campos subarbustivos ou sujos: Verbena, Lippia, Oxalis, Zornia, Briza, Paspalum, Eragrostis, Aspilia, Alternanthera, Gomphrena, Borreria, Diodia, Cuphea, etc.
- Nos campos paleáceos: Sida, Baccharis, Andropogon, Aristida, Erianthus, Eupatorium, Verbena, Jussiaea, Scoparia, Crumenaria, etc.
- Nos gramados ou potreiros: Paspalum sanguinale, Paspalum notatum, Paspalum furcatum, Eleusine indica, Cyperus, Kyllinga, Zornia, Vernonia, etc.
- Nos campos brejosos: Sagittaria montevidensis, Polygonum hydropiperoides, Nasturtium officinale, Ranunculus sp., etc.

### Gonzaga de Campos (1912)
Classificação de Luís Felipe Gonzaga de Campos (1912) para os campos do sul do Brasil (do planalto e da campanha gaúcha):
- Campos paleáceos
- Campos subarbustivos
- Campos de vacaria
- Campos gerais
- Campos em parque (ou arbóreos)

### Cabrera & Willink (1973)
Divisão da biogeográfica dos pampas por Cabrera & Willink (1973):
- Região Neotropical
  - Domínio Chaquenho
    - Província Pampeana
      - Distrito Uruguaiense
      - Distrito Pampeano Oriental
      - Distrito Pampeano Ocidental
      - Distrito Pampeano Austral

### Ferri (1974)
Ferri (1974) adota o seguinte esquema:
- 1. Litoral rio-grandense
  - Zona das rochas submersas
  - Zona da praia úmida
  - Zona das areias movediças da orla marítima
  - Zona das areias movediças das dunas
  - Zona das depressões
  - Zona do campo
  - Zona das grandes lagoas internas
  - Zona das serras
- 2. Serra do sudoeste
  - Campo limpo
  - Campo sujo
  - Vassourais
  - Matinhas arbustivas ou subarbustivas
  - Mata arborescente alta
  - Matas em parque
  - Capões
  - Matas em galeria
  - Matas virgens
  - Capoeira
  - Palmares
- 3. Campanha do sudoeste
  - Mata virgem
  - Capões
  - Mata arbustiva
  - Matas em galeria
  - Mata palustre
  - Vegetação de tabuleiros
  - Vassourais
  - Campo
  - Parque de espinilho
- 4. Depressão central
  - Campos
  - Brejos, vegetação palustre, capões, pantanal, renques de matas, maciços florestais
  - Vegetação florestal
    - Matas em galeria
    - Matas arbustivas
    - Capões
    - Parque campestre (sem espinheiros)
    - Matas virgens
- 5. Planaltos
  - Campos
  - Florestas
    - Mata virgem típica de fralda
    - Mata do planalto (incluindo mata de Araucaria)
    - Mata virgem do Alto Uruguai

### Rizzini (1997)
Tipos de vegetação dos campos limpos meridionais, por Rizzini (1997):
- Campo brejoso
- Campo subarbustivo
- Campo paleáceo
- Gramado (= potreiro)

### Boldrini et al. (2010)
Campos do Rio Grande do Sul, segundo Boldrini et al. (2010):
- Campos do bioma Mata Atlântica (“campos do Brasil Central”, situados no norte do Estado e que tem continuidade em Santa Catarina e Paraná)
- Campos do bioma Pampa (“campos do Uruguai e sul do Brasil”)
  - 1.Campos de barba-de-bode, na região norte e noroeste do estado
  - 2.Campos de solos rasos, na região sudoeste do estado (Campanha Sudoeste), fronteira com o Uruguai e Argentina, sobre Neossolos Litólicos
  - 3.Campos de solos profundos, no sudoeste do estado (região da Campanha Meridional) na fronteira com o Uruguai, sobre solos diversos, especialmente Chernossolos, Vertissolos e Planossolos
  - 4.Campos dos areais, no centro-oeste do RS
  - 5.Vegetação savanóide, no planalto sul-riograndense, no centro-leste do Estado, sobre Neossolos Litólicos derivados do granito, rasos e muito pedregosos, embora ocorram associações com Argissolos Vermelho-amarelos e outros solos de textura arenosa
  - 6.Campos do centro do Estado
  - 7.Campos litorâneos

### IBGE (2012)
Tipos de Estepe nos campos do sul do Brasil, segundo o IBGE (2012):
- Estepe Arborizada (Arbórea Aberta)
- Estepe Parque (Campo Sujo ou Parkland)
- Estepe Gramíneo-Lenhosa (Campo Limpo)

### Andrade et al. (2018)
Classificação dos Campos Sulinos do Brasil, com base em dados quantitativos da vegetação coletados em amostras padronizadas, segundo Andrade et al. (2018):
- Campos mésicos do planalto do sul do Brasil (Tipo A), ou simplesmente "campos de planalto"
  - Subtipos 1 a 4
- Campos mésicos dos Pampas (Tipo B)
  - Subtipos 5 a 8
- Campos úmidos dos Pampas (Tipo C)
  - Subtipos 9 e 10

O termo "mésico", utilizado na classificação, refere-se a um ambiente intermediário entre o xérico (seco) e o úmido.

## Conservação
Apesar de sua riqueza de espécies, a vegetação dos campos sulinos não é protegida adequadamente pelas atuais políticas de conservação. Nas últimas décadas, cerca de 43,7% da área foi perdida devido a desmatamento e mudanças no uso da terra, e sua representatividade nas unidades de conservação é extremamente baixa (cerca de 2,7%), como a Área de Proteção Ambiental do Ibirapuitã.
Em 2020, o INPE registrou a maior área queimada da série histórica.
Os campos têm importante contribuição na preservação da biodiversidade, principalmente por atenuar o efeito estufa e auxiliar no controle da erosão.[carece de fontes?]